# 말투 (문학)
말투는 문학 작품에 함축되어 주제와 관객에게 태도를 보이는, 글짓기의 문학 화합물이다. 말투는 아이러니, 심각한, 장난, 침울한, 엄숙한, 친밀한, 비공식, 공식 생색, 또는 많은 다른 가능한 태도일 수 있다. 문학 작품은 종종 적어도 하나의 주제, 또는 항목에 대한 중앙 질문을 가진 것으로 개념화되며, 테마가 작품 내에서 접근하는 방법과 작품의 톤을 구성한다.

## 같이 보기
- 태 (문법)
- 작가의 소리
- 서술